# Pieperstraße (Bremen)

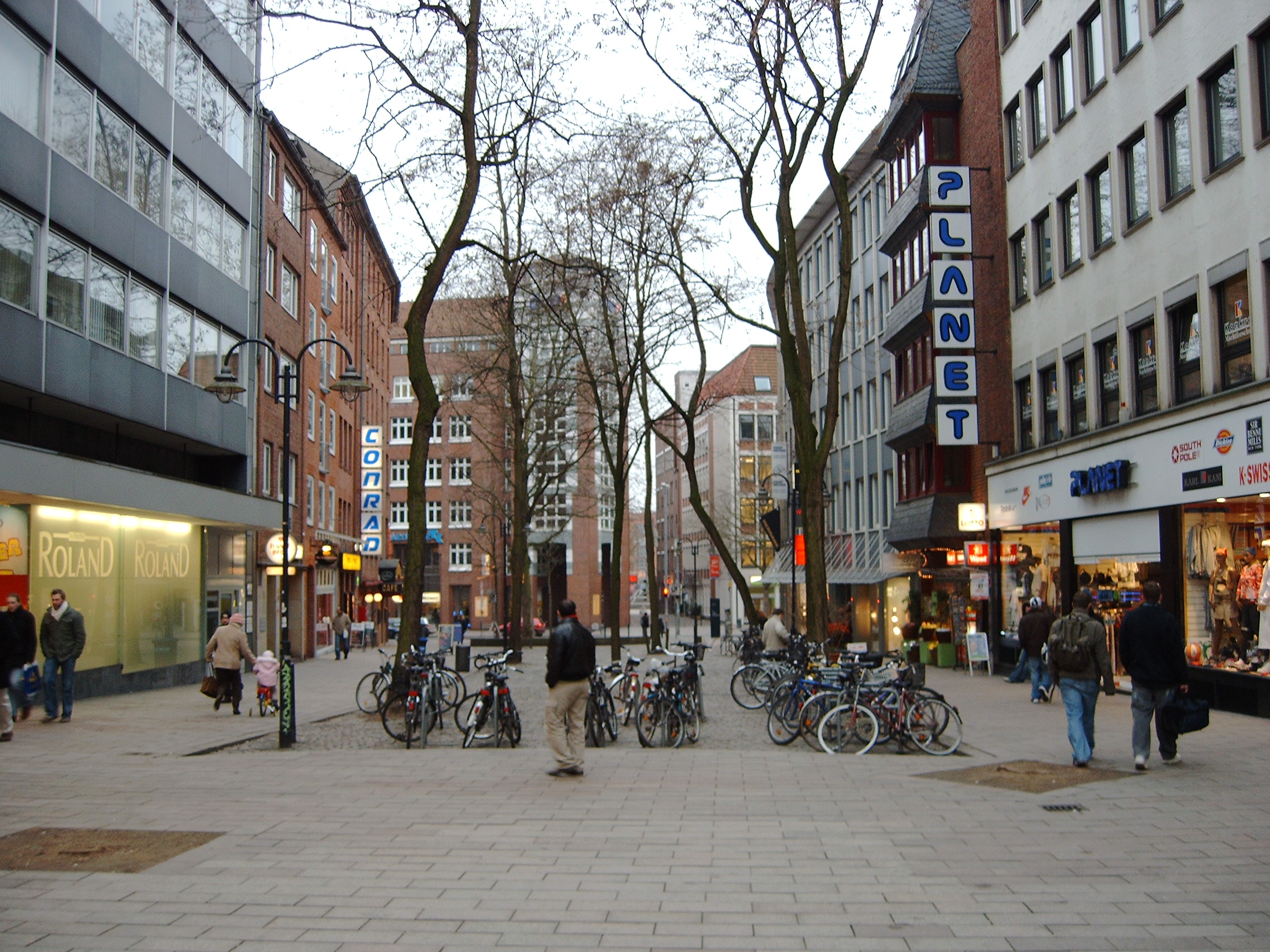
Südblick Richtung Martinistraße

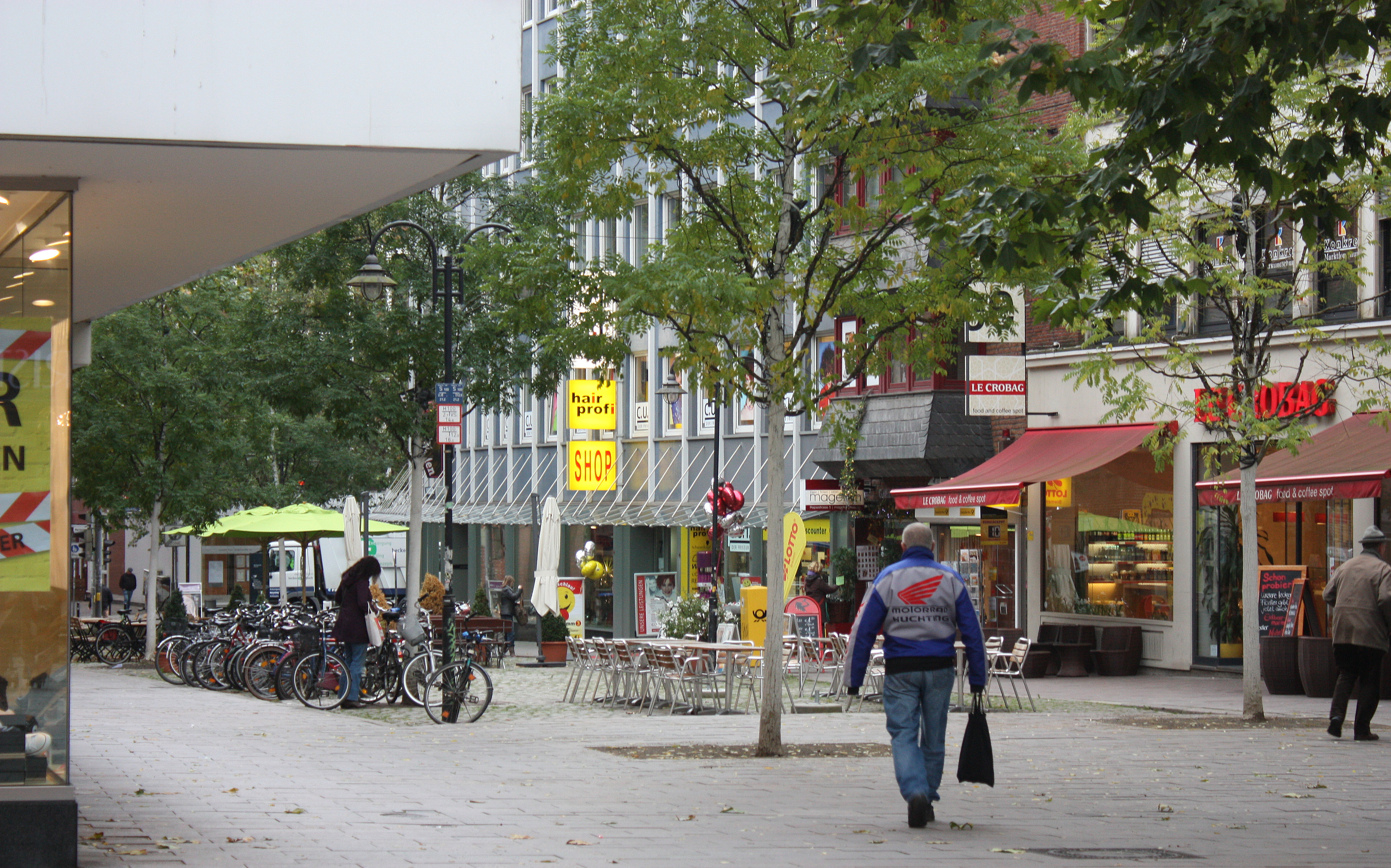
Pieperstraße

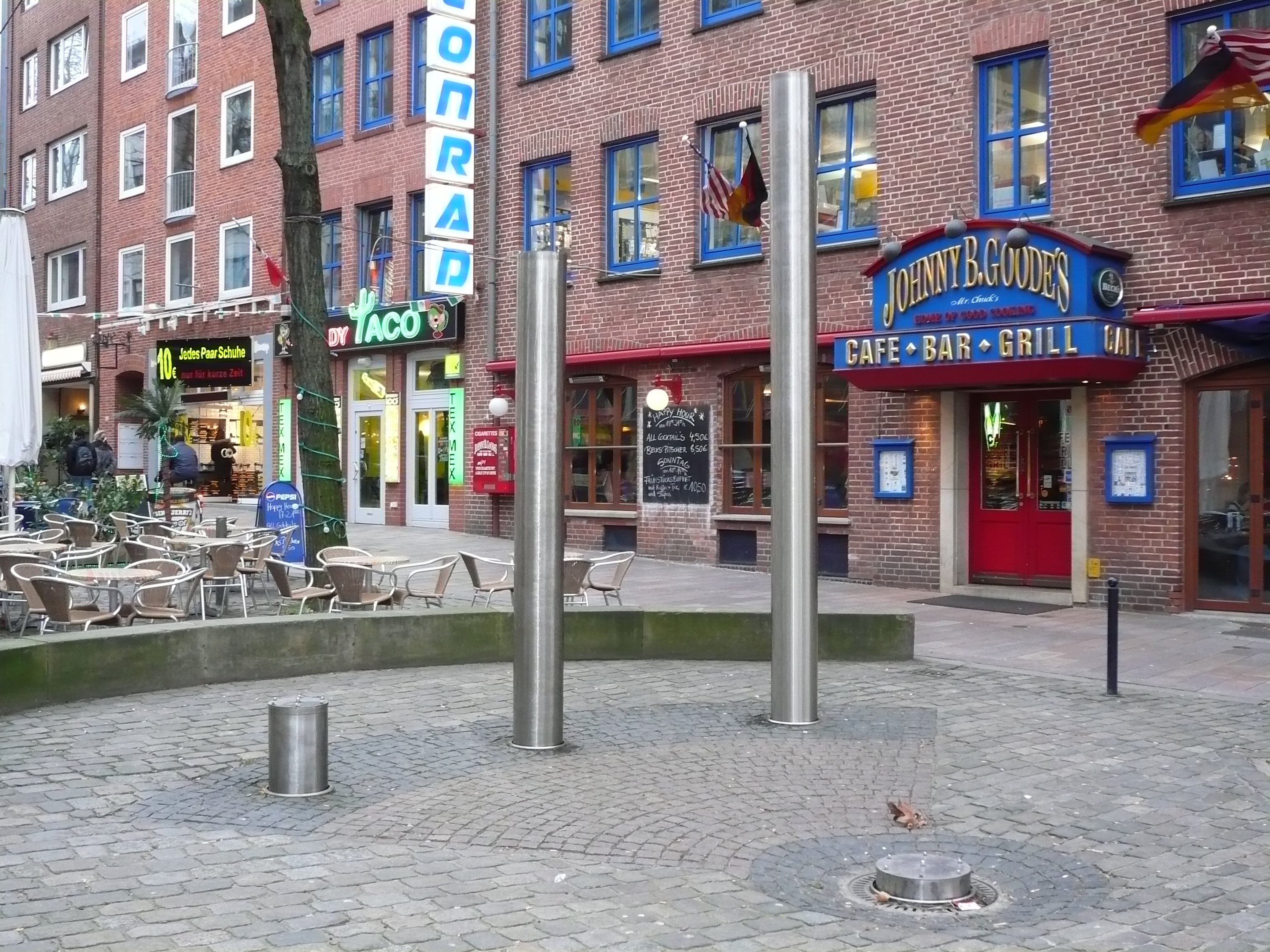
Gezeitenbrunnen

Die Pieperstraße war eine zentrale, historische Erschließungsstraße in Bremen, Stadtteil Mitte (Bremen), Ortsteile Altstadt (Bremen) und ist heute eine Fußgängerzone. Sie führt in Nord-Süd-Richtung von der Obernstraße/Hutfilterstraße zur Martinistraße, Langenstraße und.
Die Querstraßen und die Anschlussstraßen wurden benannt u. a. als Obernstraße nach ihrer Lage im höheren (overen = oberen) Bereich der Altstadt, Martinistraße nach der St.-Martini-Kirche, (Sunte Marten), Langenstraße erstmals 1234 als „longa platea“ auf Grund ihrer Länge und seit 1998 Heimlichenstraße, hier gelangten im Mittelalter nachts die Bürger heimlich durch eine kleine offene Pforte in der Stadtmauer in die Altstadt.

## Geschichte

### Name
Die Pieperstraße erhielt den Namen nach den Pfeifern, die hier im Mittelalter als Stadtpfeifern der Stadtmusikanten wohnten (siehe auch Bremer Musikgeschichte).

### Entwicklung
Die mittelalterliche Straße führte von der höheren Obernstraße hinunter zur Balge und zur Weser. Noch am Anfang des 19. Jahrhunderts prägten überwiegend Wohnhäuser die Straße.

Im Zweiten Weltkrieg wurden hier fast alle Häuser zerstört.
Nach dem Wiederaufbau wurde die Straße verbreitert und bildet zusammen mit der Papenstraße eine durchgängige Nord-Süd-Verbindung für Fußgänger, die schließlich über die Heimlichenstraße zur belebten Schlachte und zur Weser führt. Eine rege Außengastronomie belebt die Zone.

### Verkehr
Die Straße ist Teil der Fußgängerzone der Altstadt.
Die Straßenbahn Bremen tangiert mit den Straßenbahnlinien 2 (Gröpelingen – Walle – Domsheide – Sebaldsbrück) und 3 (Gröpelingen – Überseestadt – Domsheide – Weserwehr), die Straße.
Im weiteren Nahverkehr in Bremen tangiert in der Martinistraße die Buslinie 25 (Weidedamm-Süd – Utbremer Ring – Am Brill – Domsheide – Hauptbahnhof – Julius-Brecht-Allee – Osterholz) die Straße mit Haltpunkt an der Pieperstraße.

## Gebäude und Anlagen
Zumeist fünf- und sechsgeschossige, teils verklinkerte, Geschäfts- und Bürohäuser begleiten die Straße:
- Obernstraße Nr. 64: Geschäfts- und Bürohaus
- Obernstraße Nr. 76: Geschäfts- und Bürohaushaus
- Nr. 2: Geschäfts- und Bürohaus
- Nr. 3: Geschäfts- und Bürohaushaus
- Nr. 4: Geschäfts- und Bürohaus
- Nr. 5: Geschäfts- und Bürohaushaus mit Restaurant
- Nr. 7: Geschäfts- und Bürohaushaus mit Restaurant
- Nr. 10/12: Geschäfts- und Bürohaushaus Restaurant
- Nr. 13: Hier hatte der Senator für Bildung, Wissenschaft und Kunst längere Zeit einen Nebensitz mit der Kulturabteilung.
- Martinistraße Nr. 51: Geschäfts- und Bürohaushaus
- Martinistraße Nr. 55: Geschäfts- und Bürohaushaus

Kunstobjekte
- Skulptur Gezeitenbrunnen, auch Tidebrunnen genannt, ist eine Brunneninstallation aus Edelstahl von 1992 vom Objektkünstler Wolfgang Zach
- Der Pieperbrunnen von 1977 von Paul Halbhuber wurde 2005 entfernt.